# Brevipalpus ochoai
Brevipalpus ochoai är en spindeldjursart som beskrevs av Evans 1993. Brevipalpus ochoai ingår i släktet Brevipalpus och familjen Tenuipalpidae. Inga underarter finns listade.